# Delaware
Delaware (em sua forma aportuguesada Delauare) é um dos 50 estados dos Estados Unidos, localizado na região nordeste. É o segundo menor estado americano em extensão territorial, apenas Rhode Island é menor, e também é o sexto estado menos populoso do país. Apenas Dakota do Sul, Alasca, Dakota do Norte, Vermont e Wyoming possuem menos habitantes.
Apesar da sua pequena extensão territorial, Delaware é um grande centro financeiro. Mais de 200 mil empresas e companhias estão sediadas no estado. Isto acontece graças a leis estaduais que dão benefícios fiscais para empresas que decidem instalar suas sedes no estado, atraindo diversas companhias, incluindo muitas que operam primariamente fora de Delaware. Este fato deu ao estado o cognome de The Land of Free-Tax Shopping ("A Terra Sem Impostos Comerciais"). Por causa disso, Delaware é um dos maiores centros bancários dos Estados Unidos. O estado também possui uma forte indústria petroquímica.
Delaware foi inicialmente colonizado pelos neerlandeses e pelos suecos. Após isto, tornou-se uma das Treze Colônias do Reino Unido. Após a Guerra da Independência dos Estados Unidos, tornou-se o primeiro estado americano a ratificar a Constituição dos Estados Unidos, em 7 de dezembro de 1787. Por causa disso, o estado é conhecido nacionalmente como The First State ("O Primeiro estado"). O nome do estado vem do rio Delaware. O estado localiza-se às margens deste rio e seu estuário, a baía de Delaware. A origem do nome Delaware, por sua vez, vem de Thomas West, 3º Barão De La Warr, que foi governador da Virgínia entre 1610 e 1618.

## História

### Até 1787
A região que constitui atualmente o estado de Delaware era habitada, antes da chegada dos primeiros exploradores europeus na região, por duas tribos nativos americanas pertencentes à família ameríndia dos algonquinos: os delaware, ao longo do vale de Delaware, e os nanticokes, ao longo dos rios desaguando na baía de Chesapeake. Os delaware eram uma tribo sedentária, que vivia da caça e da agricultura.
O primeiro europeu a avistar Delaware foi o explorador inglês Henry Hudson, em 1609, tendo navegado dentro da baía de Delaware. Os neerlandeses foram os primeiros europeus a tentar povoar a região do atual Delaware. A primeira tentativa ocorreu em 1631, em um forte chamado de Zwaanendael, próximo ao atual Lewes. Porém, atritos com nativos americanos da região levaram os últimos a massacrarem todos os neerlandeses de Zwaanendael no ano seguinte, e a queimarem o forte neerlandês. Em 1638, os suecos fundaram a Nova Suécia, na região do atual Delaware. O primeiro assentamento sueco na nova colônia foi Fort Christina, atual Wilmington (Delaware). Conflitos logo se desenvolveram entre os suecos e os neerlandeses, com ambos reivindicando a posse da região. Os neerlandeses, liderados por Peter Styuvesant, expulsariam os suecos da região em 1655, incorporando a colônia sueca nos Novos Países Baixos. Nove anos porém, em 1664, uma expedição inglesa, liderada por James, Duque de York, expulsaria os neerlandeses da região. Maryland, então administrada por Cæcilius Calvert, e a Pensilvânia, administrada por William Penn (que queria a região para que a Pensilvânia pudesse ter um acesso direto para o oceano Atlântico), imediatamente reivindicaram a posse da região. A posse de Delaware foi dado à Pensilvânia em 1682.
William Penn organizou Delaware em três condados: Kent, Newcastle e Sussex. O restante da Pensilvânia também foi dividida em três condados diferentes. Tanto a região de Delaware quanto o restante da Pensilvânia possuíam o mesmo número de representantes no governo da Pensilvânia. Porém, à medida que a população da última foi crescendo muito mais do que a população de Delaware, mais condados foram adicionados. Enquanto isto, Delaware permanecia com pouco crescimento populacional, com os três condados, chamados de Lower Counties ("Condados Baixos"). A região de Delaware, assim, foi perdendo representação no governo da Pensilvânia. A população de Delaware pediu a William Penn que permissão para a criação de um legislativo regional em Delaware, pedido que foi aceito. Delaware fundou seu Legislativo em 1704, embora continuasse a ser governada pelo governador da Pensilvânia, até o início da Revolução Americana de 1776.
Delaware reagiu fortemente contra atos impostos pelos britânicos após o fim da Guerra Franco-Indígena, em 1754, com diversos políticos da região criticando pesadamente os britânicos, entre eles, Thomas McKean. Este, juntamente com Caesar Rodney, convenceram a Assembleia Geral de Delaware a declararem independência do Reino Unido, e portanto, da Pensilvânia, em 15 de junho de 1776.
Em 1776, no início da Guerra da Independência dos Estados Unidos, oficiais dos três condados de Delaware se reuniram em New Castle, com o intuito de organizar um governo estadual. O estado foi criado, e o nome Delaware, que já era amplamente utilizado para designar a região, foi adotado em caráter oficial. No mesmo ano, Delaware adotou sua primeira Constituição. John McKinly foi o primeiro governador de Delaware.
O único conflito armado entre americanos e britânicos que ocorreu exclusivamente dentro de Delaware foi registrado em 3 de setembro, em uma ponte. Acredita-se que a Stars and Stripes tenha sido içada em batalha pela primeira vez neste conflito. Delaware foi palco de apenas uma batalha durante a guerra de independência, a Batalha de Brandywine, em 11 de setembro de 1777, em Delaware e no Condado de Delaware, Pensilvânia, onde tropas americanas tentaram impedir sem sucesso com que tropas britânicas continuassem seu avanço contra Filadélfia. No dia seguinte, os britânicos ocuparam Wilmington, prenderam John McKinly e ocuparam a cidade por um mês, embora mantivessem controle do rio Delaware durante a maior parte do resto da guerra, atrapalhando o comércio do estado, e incentivando colonos leais aos britânicos, especialmente no Condado de Sussex a realizarem diversos atos de sabotagem e ataques contra tropas e milícias americanas. Diversos ataques militares realizados pelo segundo governador de Delaware, Caesar Rodney, mantiveram os colonos leais aos britânicos sob controle.
Em 22 de fevereiro de 1779, Delaware ratificou os Artigos da Confederação. Sete anos depois, em 7 de dezembro de 1787, Delaware ratificou a Constituição dos Estados Unidos, tendo sido o primeiro estado americano a fazer isto, e portanto, oficialmente, o primeiro estado da União.

### 1787–Tempos atuais

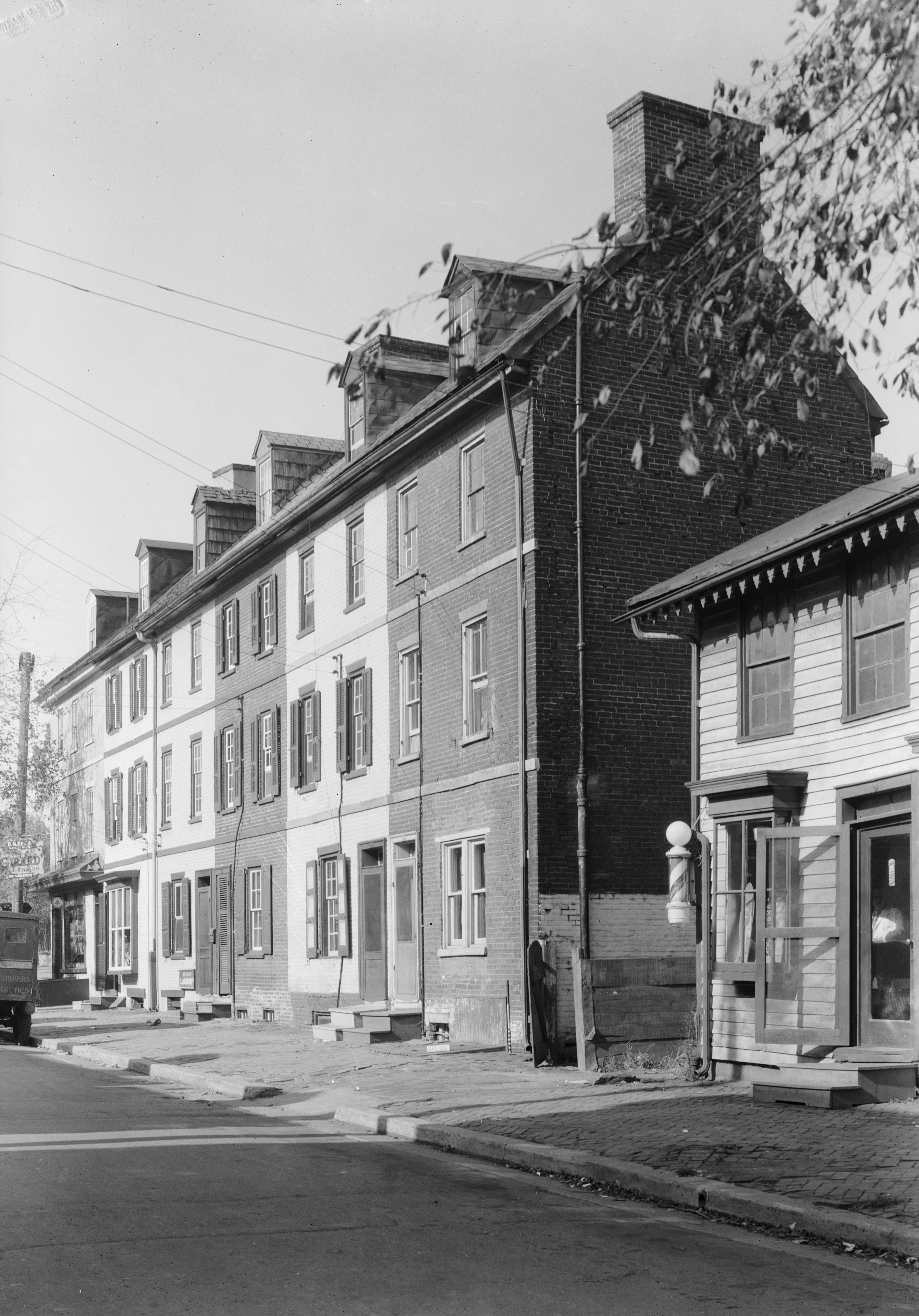
Newcastle, em 1936.

Delaware, localizado na fronteira entre as regiões Norte e Sul dos Estados Unidos, possuía características de ambos. Tal como os estados do Norte, Delaware possuía uma economia baseada primariamente no comércio, e com uma indústria, tal como a produção de químicos e o refino de trigo, em rápida expansão. Porém, a proximidade com o estado escravagista de Maryland — onde o uso de escravos era comum nas fazendas de tabaco do estado — fez com que o uso de mão-de-obra escrava se tornasse comum em Delaware. O pouco uso destes escravos fizeram com que muitos donos de escravos libertassem seus escravos. Em 1860, Delaware possuía uma população de aproximadamente 90 mil habitantes, dos quais 1,8 mil eram escravos, e 20 mil eram afro-americanos livres.
Em 1861, a Guerra Civil Americana teve início. Delaware decidiu oficialmente permanecer na União, ainda que boa parte da população do estado simpatizasse com a Confederação, acreditando que os estados possuíam o direito de separarem-se dos Estados Unidos caso quisessem. A Proclamação de Emancipação de 1863 abolia a escravidão nos Estados Unidos, embora não nos estados que haviam permanecido na União (Delaware e Maryland). Em 1865, após o final da Guerra Civil, a décima terceira emenda à Constituição americana aboliu oficialmente o uso do trabalho escravo no estado. Delaware tentou continuar com o uso do trabalho escravo após a Guerra Civil, sem sucesso.
Após a guerra, Delaware entrou em uma fase de prosperidade econômica. Ferrovias foram construídas, o setor agrícola do estado prosperou, e Delaware entrou em uma fase de rápida industrialização. Em 1897, Delaware adotou sua atual constituição. A fase de prosperidade econômica durou até a Grande Depressão da década de 1930. A Grande Depressão grande repressão econômica no estado, causando endividamento, falência e fechamento de fábricas e instituições comerciais, desemprego e miséria. Estes efeitos seriam minimizados ao longo do final da década, por medidas socioeconômicas, tais como programas de assistência socioeconômica e programas públicos. A Segunda Guerra Mundial acabou com a recessão econômica, e Delaware continuaria a industrializar-se rapidamente, com diversas empresas petroquímicas fundando fábricas no estado, até a década de 1960.
Em 1980, uma nova emenda à Constituição do Delaware passou a limitar os gastos do governo do estado, que não poderiam superar 95% da receita do governo. Em 1981, o Financial Center Development Act foi aprovado, em resposta à queda do crescimento econômico do Delaware durante o final da década de 1970. O ato diminuiu sensivelmente os regulamentos impostos pelo estado para empresas financeiras, notavelmente, quanto aos juros que as empresas poderiam cobrar de seus clientes. Isto atraiu várias instituições financeiras para Delaware, que se instalaram primariamente em Wilmington. Isto gerou um grande número de postos de empregos, mantendo baixa a taxa de desemprego do estado, os gastos quanto à assistência socioeconômica para os necessitados e manteve alto o crescimento populacional do estado. Com mais renda sendo gerada através de impostos (primariamente pelo imposto de renda em uma população em rápido crescimento), o governo do Delaware diminuiu na década de 1980 o imposto de renda estadual quatro vezes, sem prejudicar o orçamento do governo. O turismo também tornou-se uma crescente importante fonte de renda do estado durante a década de 1980.

## Geografia

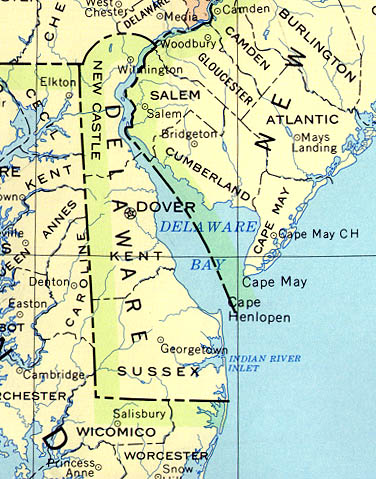
Mapa do Delaware e de seus três condados.

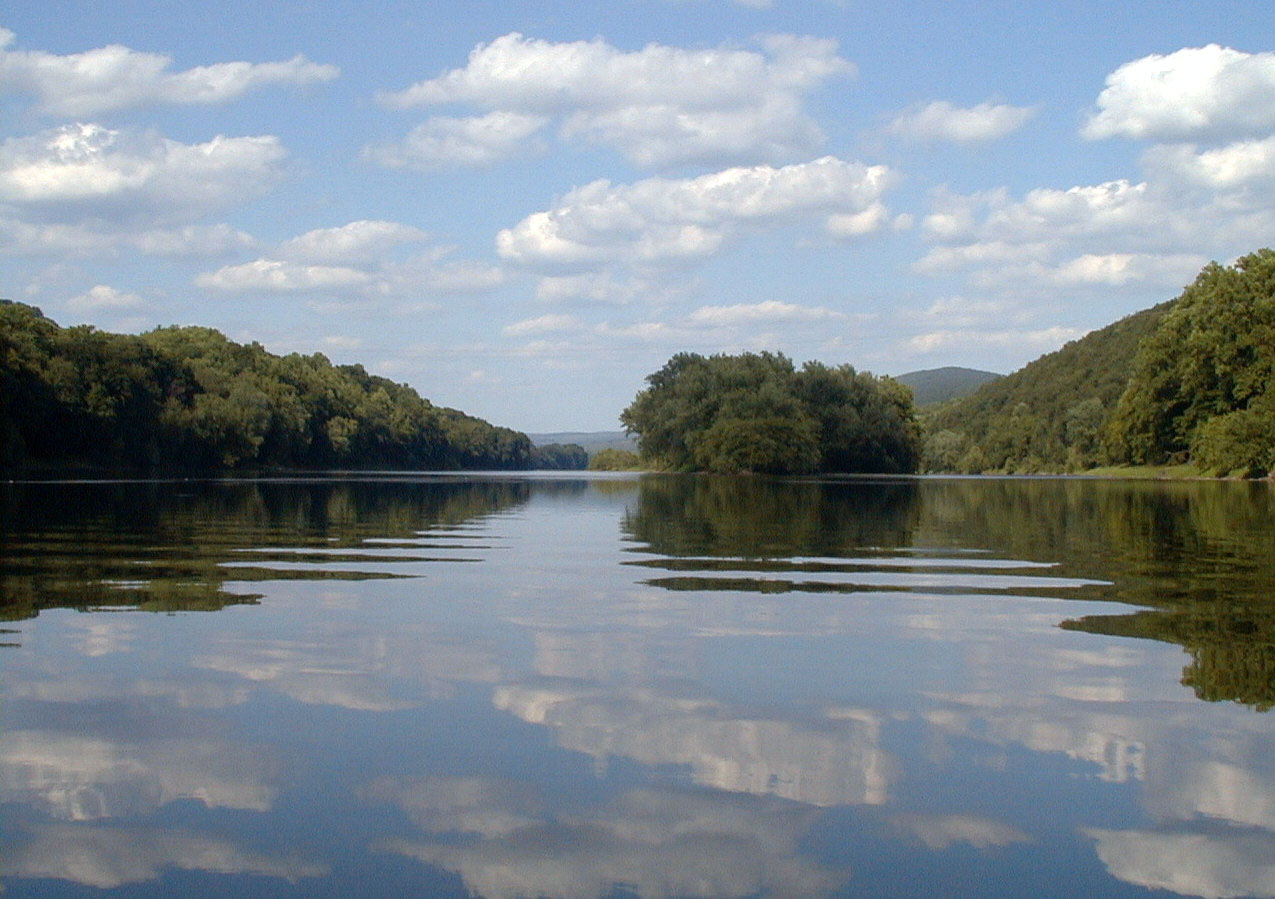
Vista do rio Delaware.

Delaware limita-se ao norte com a Pensilvânia, ao sul e ao oeste com Maryland, a leste com a baía de Delaware, pela qual faz fronteira com a Nova Jérsei, e a sudeste com o oceano Atlântico. Com um pouco mais de 6 mil quilômetros quadrados, é o segundo menor estado americano em área do país. O litoral do Delaware ao longo do Atlântico possui cerca de 45 quilômetros de comprimento, que aumentam para 613 quilômetros, quando o litoral formado por estuários, baías e ilhas costeiras são incluídos. A fronteira do Delaware com a Pensilvânia é a única fronteira entre dois estados quaisquer nos Estados Unidos que possui o formato de um arco, cujo cognome é Twelve Mile Circle ("Círculo de Doze Milhas").
Delaware, junto com parte do litoral de Maryland e dois condados da Virgínia, formam a península de Delmarva, abreviação do nome dos estados que a formam: Delaware, Maryland e Virgínia. A península de Delmarva situa-se entre as baías de Delaware e Cheasapeake, em um interessante acidente geográfico. O rio Delaware é o maior e o mais importante rio do estado; outros rios importantes são o Christina e o Brandywine. O Christina permite a navegação de grandes navios até Wilmington, e de pequenos navios até Newport. Todos os rios que cortam Delaware desaguam no oceano Atlântico. Delaware possui cerca de 50 lagos. Florestas cobrem aproximadamente 30% do estado.
Delaware pode ser dividido em duas distintas regiões geográficas:
- As Planícies Costeiras do Atlântico ocupam a maior parte do Delaware. O terreno desta região é plano, pouco acidentado, arenoso e de baixa altitude, raramente superando os 25 metros de altitude.
- O Piemonte é uma pequena faixa de terra localizada no extremo norte do Delaware, que não possui mais do que 15 quilômetros de comprimento. Esta região caracteriza-se pelo seu terreno acidentado, com morros e férteis vales. O Piemonte é a região de maior altitude do estado. O ponto mais elevado do Delaware, que está localizado a 135 metros acima do mar, localiza-se nesta região.

### Clima
O norte do Delaware possui um clima temperado continental, enquanto que a região sul do estado possui um clima subtropical. A localização do estado, próxima ao oceano Atlântico e ao sul de cadeias montanhosas na Pensilvânia (que servem como obstáculos contra frentes frias vindas do norte) fazem com que os invernos do estado sejam amenos. A temperatura em Delaware varia pouco de região a região, por causa do pequeno tamanho do estado. A variação é de 2 °C no verão e de 1°C no inverno, com temperaturas médias diminuindo à medida que se viaja em direção ao norte.
A temperatura média do Delaware no inverno é de 2 °C, enquanto a temperatura média do estado no verão é de 24 °C. Tanto a temperatura mais baixa quanto a temperatura mais alta já registrada em Delaware foram registradas em Millsboro. A cidade registrou a temperatura mais baixa já registrada no estado, de -27 °C, em 17 de janeiro de 1893. A temperatura mais alta já registrada no estado, de 43 °C, em 21 de julho de 1930. Millsboro é uma das únicas cidades americanas que registra tanto a temperatura mais alta quanto a mais baixa de um dado estado, juntamente com Warsaw, no Missouri.
A taxa de precipitação média anual de chuva do Delaware é de 114 centímetros, maior ao longo do litoral e menor no interior (especialmente no extremo norte do estado). A precipitação média anual de neve em Delaware varia entre 46 centímetros no norte, 36 centímetros no sudoeste, e 30 centímetros ao longo do litoral.

## Política

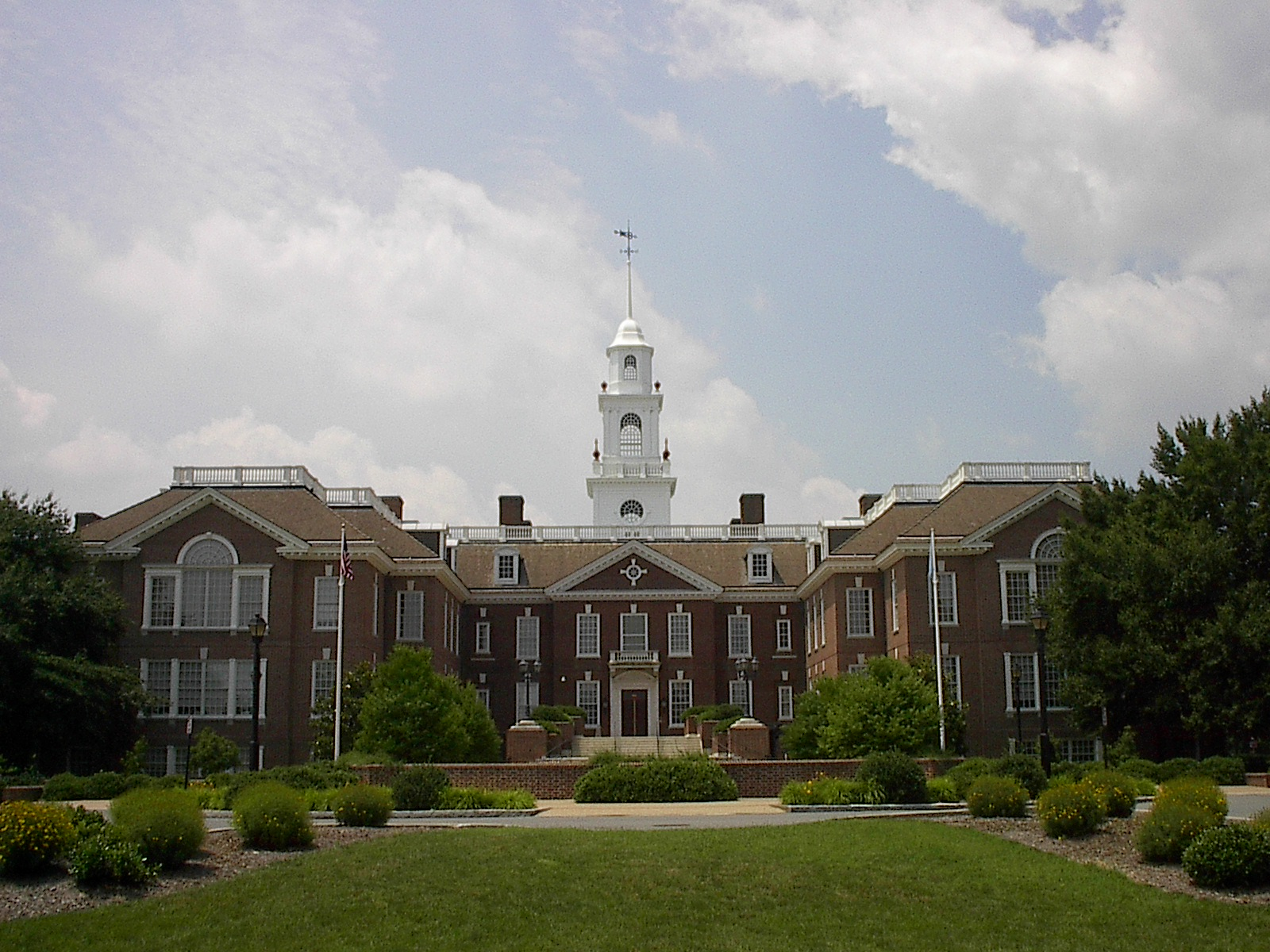
Vista do Capitólio Estadual de Delaware, em Dover.

A atual Constituição do Delaware foi adotado em 1897. Outras constituições anteriores foram aprovadas em 1776, em 1792 e em 1831. Emendas à Constituição são propostas pelo Poder Legislativo do Delaware, e para ser aprovada, precisa receber ao menos 51% do Senado e da Câmara dos Representantes do estado, e então dois terços dos votos da população eleitoral do Delaware, em um referendo. A população do estado também pode propor emendas à Constituição através da coleta de um certo número de abaixo-assinados. Quando este abaixo-assinado é aceito pelo governo, para ser aprovada, precisa receber aprovação de ao menos um quarto dos membros de ambas as câmeras do Poder Legislativo do Delaware, e então ao menos 51% dos votos da população eleitoral. Emendas também podem ser propostas e introduzidas por convenções constitucionais, que precisam receber ao menos 51% dos votos de ambas as câmeras do Poder Legislativo e dois terços dos votos da população eleitoral, em um referendo.
O principal oficial do Poder Executivo em Delaware é o governador. Este é eleito pelos eleitores do estado para mandatos de até quatro anos de duração, podendo ser reeleito apenas uma vez. Os eleitores do ("Primeiras Ordens" também elegem à parte o tenente-governador, o Secretário de estado e o Secretário de estado, entre outros oficiais executivos.
O Poder Legislativo do Delaware — também chamada de Assembleia Geral — é constituído pelo Senado e pela Câmara dos Representantes. O Senado possui um total de 21 membros, enquanto que a Câmara dos Representantes possui um total de 41 membros. Delaware está dividido em 21 distritos senatoriais e 41 distritos representativos. Os eleitores de cada distrito elegem um senador/representante, que irá representar tal distrito no Senado/Câmara dos Representantes. O termo de ofício dos senadores é de quatro anos, enquanto os representantes são eleitos para mandatos de até dois anos de duração.
A corte mais alta do Poder Judiciário do Delaware é a Suprema Corte do Delaware, composto por quatro juízes e um chefe de justiça. Outras cortes do Poder Judiciário do estado são a Corte Superior, Delaware's Court of Chancelery (que lida com disputas corporais), as Cortes Familiares (lida com processos familiares) e o Common Pleas Cour. Todos os juízes do Poder Judiciário do Delaware são escolhidos pelo governador, para mandatos de até 12 anos de duração.
Delaware está dividido em três condados — Kent, Newcastle e Sussex. Cada um dos condados é administrado por uma comissão composta por um dado número de membros (sete em Kent, seis em Newcastle e cinco em Sussex). Estes membros são eleitos pela população de seus respectivos condados para mandatos de até quatro anos de duração.
Cerca da metade da receita do orçamento do governo do Delaware é gerada por impostos estaduais. O restante vem de verbas recebidas do governo nacional e de empréstimos. Em 2002, o governo do estado gastou 4,646 bilhões de dólares, tendo gerado 4,882 bilhões de dólares. A dívida governamental do Delaware é de 4,038 bilhões de dólares. A dívida per capita é de 5 010 dólares, o valor dos impostos estaduais per capita é de 2 697 dólares, e o valor dos gastos governamentais per capita é de 5 764 dólares.

## Demografia

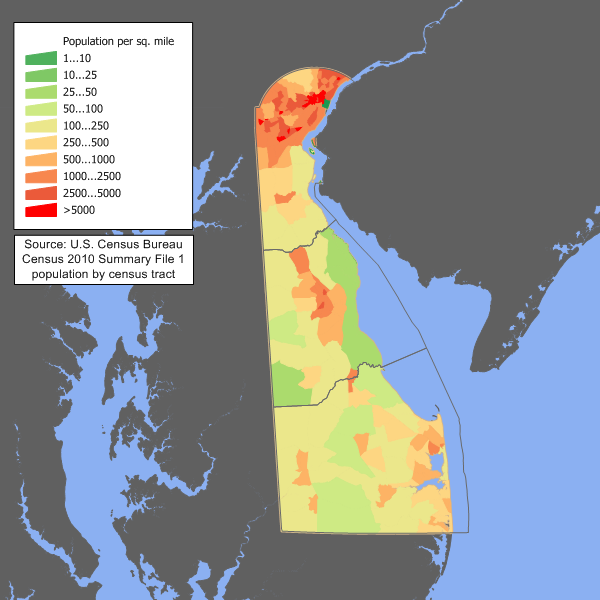
Distribuição da densidade populacional do Delaware.

O censo nacional de 2000 estimou a população do Delaware em 783 600 habitantes, um crescimento de 17,5% em relação à população do estado em 1990, de 666 168 habitantes. Uma estimativa realizada em 2005 estima a população do estado em 843 524 habitantes, um crescimento de 26,6% em relação à população do estado em 1990, de 7,6%, em relação à população do estado em 2000, e de 1,6% em relação à população estimada em 2004.
O crescimento populacional natural do Delaware entre 2000 e 2005 foi de 21 978 habitantes — 58 699 nascimentos e 36 721 óbitos — o crescimento populacional causado pela imigração foi de 27 912 habitantes, enquanto que a migração interestadual resultou em um ganho de 11 226 habitantes. Entre 2000 e 2005, a população do Delaware cresceu em 59 924 habitantes, e entre 2004 e 2005, em 13 455 habitantes.

### Raças e etnias
Composição racial da população do Delaware:
- 72,5% Brancos
- 19,2% Afro-americano
- 4,8% Hispânicos
- 2,1% Asiáticos
- 0,3% Nativos americanos
- 1,7% Duas ou mais raças

Os cinco maiores grupos étnicos do Delaware são afro-americanos (que compõem 19,2% da população do estado), irlandeses (16,6%) alemães (14,3%), ingleses (12,1%) e italianos (9,3%).
A população do Delaware possui a maior percentagem de afro-americanos de qualquer estado americano localizado ao norte de Maryland, bem como possuía a maior percentagem de afro-americanos livres (17%), antes da Guerra Civil Americana. 90,5% da população do estado com mais de cinco anos de idade possuem o inglês como idioma materno e 4,7% possuem o espanhol como idioma materno. O francês é o terceiro idioma mais falado no estado, com 0,7%, seguido pelo chinês e pelo alemão, cada uma com 0,5%.

### Religião

Pirâmide etária do Delaware.

Percentagem da população do Delaware por religião:
- Cristianismo — 79%
  - Protestantes — 68%
    - Igreja Batista — 22%
    - Igreja Metodista — 21%
    - Igreja Luterana — 4%
    - Igreja Presbiteriana — 3%
    - Igreja Pentecostal — 3%
    - Outras afiliações protestantes — 15%

  - Igreja Católica Romana — 10%
  - Outras afiliações cristãs — 1%
- Outras religiões — 2%
- Não-religiosos — 19%

### Principais cidades
| - Bear - Brookside - Claymont - Elsmere - Glasgow - Hockessin - New Castle - Newark - Wilmington | - Dover - Georgetown - Lewes - Middletown - Milford - Rehoboth Beach - Seaford - Smyrna |

## Economia

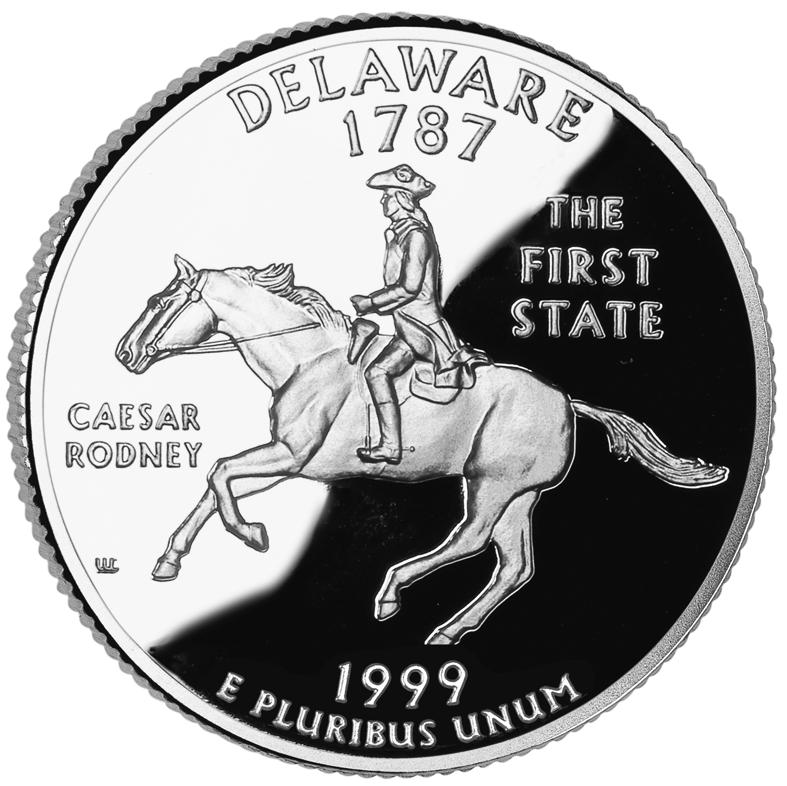
Moeda de 25 centavos de dólar americano do Delaware.

O produto interno bruto do Delaware foi de 49 bilhões de dólares. A renda per capita do estado, por sua vez, foi de 34 199 dólares, o nono maior entre os 50 estados americanos. A taxa de desemprego do Delaware é de 4,4%.
O setor primário responde por 1% do PIB do Delaware. O estado possui 2,6 mil fazendas, que ocupam cerca de metade do estado. A agricultura e a pecuária respondem juntas por 1% do PIB do estado, e empregam aproximadamente 9,6 mil pessoas. Leite é o principal produto produzido pela agropecuária do Delaware, que produz mais de 25% de todas as cerejas consumidas no país. Os efeitos da pesca e da silvicultura são negligíveis na economia do estado, e empregando juntas cerca de mil pessoas. O valor da pesca coletada anualmente no estado é de 28 milhões de dólares.
O setor secundário responde por 20% do PIB do Delaware. O valor total dos produtos fabricados no estado é de 28 bilhões de dólares. Os principais produtos industrializados fabricados no estado são produtos químicos, equipamentos de transportes (primariamente automóveis), produtos químicos, alimentos industrializados e papel. A indústria de manufatura responde por 15% do PIB do estado, empregando aproximadamente 56 mil pessoas. A indústria de construção responde por 5% do PIB do estado e emprega aproximadamente 32 mil pessoas. Os efeitos da mineração são negligíveis em Delaware. Este setor emprega cerca de 200 pessoas.
O setor terciário responde por 79% do PIB do Delaware. O Estado e considerado por muitos um Paraíso Fiscal do Estados Unidos, visto que empresas que não possuem negócios nos EUA, possuem isenções superiores a muitos paraísos fiscais tradicionais. A prestação de serviços financeiros e imobiliários respondem por mais de 38% do PIB do estado, empregando aproximadamente 70 mil pessoas. Cerca de 16% do PIB do estado é gerado através da prestação de serviços comunitários e pessoais. Este setor emprega cerca de 150 mil pessoas. O comércio por atacado e varejo responde por 11% do PIB do estado, e emprega aproximadamente 103 mil pessoas. Serviços governamentais respondem por 9% do PIB do Delaware, empregando aproximadamente 66 mil pessoas. Transportes, telecomunicações e utilidades públicas empregam 19 mil pessoas, e respondem por 5% do PIB do Delaware. Toda a eletricidade produzida em Delaware é gerada em usinas termelétricas a carvão, gás natural ou petróleo.

## Educação
Delaware instituiu um sistema de fundos públicos em 1796 para serem utilizados para fins educacionais. Porém, tais fundos não seriam utilizados até 1818, quando o estado liberou mil dólares para cada condado. Em 1829, Delaware dividiu o estado em diferentes distritos escolares, cada uma tendo o direito de receber do estado até 300 dólares anuais, assim estabelecendo as primeiras escolas públicas do estado. Até então, crianças de famílias pobres eram obrigadas a estudarem ou em escolas administradas por instituições religiosas (as primeiras tendo sido fundadas durante o início do século XVII) ou não estudarem.
Atualmente, todas as instituições educacionais em Delaware precisam seguir regras e padrões ditadas pelo Departamento de Educação do Delaware, composto por sete membros indicados pelo governador para mandatos de até 4 anos de duração. Este departamento, chefiado pelo Secretário de Educação, controla diretamente o sistema de escolas públicas do estado, que está dividido em diferentes distritos escolares. Cada cidade primária (city), diversas cidades secundárias (towns) e cada condado, é servida por um distrito escolar. Nas cidades, a responsabilidade de administrar as escolas é do distrito escolar municipal, enquanto que em regiões menos densamente habitadas, esta responsabilidade é dos distritos escolares operando em todo o condado em geral. Delaware permite a operação de escolas charter — escolas públicas independentes, que não são administradas por distritos escolares, mas que dependem de verbas públicas para operarem. Atendimento escolar é compulsório para todas as crianças e adolescentes com mais de cinco anos de idade, até a conclusão do segundo grau ou até os dezesseis anos de idade.
Em 1999, as escolas públicas do estado atenderam cerca de 112,8 mil estudantes, empregando aproximadamente 7,3 mil professores. Escolas privadas atenderam cerca de 22,8 mil estudantes, empregando aproximadamente 1,8 mil professores. O sistema de escolas públicas do estado consumiu cerca de 873 milhões de dólares, e o gasto das escolas públicas foi de aproximadamente 8,3 mil dólares por estudante. Cerca de 88,7% dos habitantes do estado com mais de 25 anos de idade possuem um diploma de segundo grau.
A primeira biblioteca do Delaware foi fundada em 1754, em Wilmington. Atualmente, o estado possui 57 sistemas de bibliotecas públicas, que movimentam anualmente uma média de 5,8 livros por habitante. A primeira instituição de educação superior do Delaware foi o Newark College — atual Universidade de Delaware — fundada em 1833, em Newark. Delaware possui atualmente dez instituições de educação superior, dos quais cinco são públicas e cinco são privadas.

## Transportes e telecomunicações

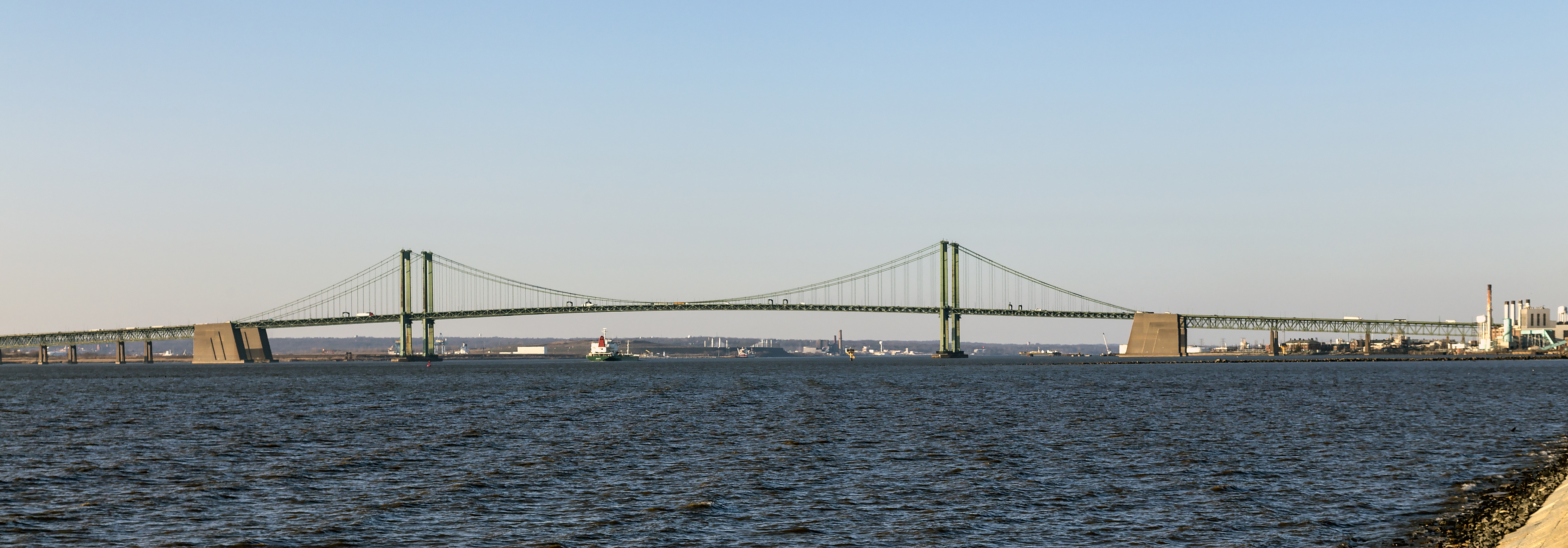
Vista da Delaware Memorial Brige

O sistema de transportes do Delaware é administrada pelo Departamento de Transportes de Delaware. Esta responsabiliza-se pela remoção de neve de vias públicas estaduais, da administração de rodovias pedagiadas e da infraestrutura de tráfego, como sinais e placas de trânsito. Em 2002, Delaware possuía 365 quilômetros de ferrovias. Em 2003, Delaware possuía 9 485 quilômetros de vias públicas, dos quais 66 quilômetros eram rodovias interestaduais, parte do sistema rodoviário federal dos Estados Unidos. Delaware possui cerca de 1,4 mil pontes, 30% dos quais foram construídos antes da década de 1950. 95% das pontes e 90% das vias públicas do estado são administradas pelo Departamento de Transportes de Delaware.
O primeiro jornal do Delaware foi Delaware Gazette, que foi publicado pela primeira vez em 1764, em Wilmington. Atualmente, cerca de 17 jornais são publicados no estado, deles, dois são diários. A primeira estação de rádio do Delaware foi fundada em 1922, em Wilmington. A primeira estação de televisão do estado foi fundada em 1949, também em Wilmington. Atualmente, Delaware possui 21 estações de rádio — dos quais 9 são AM e 12 são FM — e 13 estações de televisão.

## Cultura

### Símbolos do estado
- Árvore: Ilex opaca
- Bebida: Leite
- Borboleta: Papilio glaucus
- Cognomes:
  - First State
  - Diamond State (não oficial)
  - Land of Tax-Free Shopping (não oficial)
- Cores: Azul claro e bege
- Flor: Prunus persica
- Fóssil: Belemnitella americana
- Inseto: Joaninha
- Lema: Liberty and independence (Liberdade e independência)
- Música: Our Delaware (Nosso Delaware)
- Pássaro: Gallus gallus
- Peixe: Cynoscion regalis
- Slogan: It's Good Being First (É Bom Ter Sido o Primeiro)